# Флоринский, Тимофей Дмитриевич
Тимофе́й Дми́триевич Флори́нский (28 октября [9 ноября] 1854, Санкт-Петербург — 2 мая 1919, Киев) — русский филолог-славист, историк, византинист, политический деятель, член-корреспондент Императорской академии наук (1898) по Отделению русского языка и изящной словесности, заслуженный ординарный профессор Императорского университета св. Владимира, доктор славянской филологии, действительный статский советник.

## Биография
Родился 28 октября (9 ноября) 1854 года в семье магистра богословия и историка церкви, ключаря Петропавловского собора протоиерея Дмитрия Иродионовича Флоринского (1827—1888); мать — Софья Тимофеевна, дочь Т. Ф. Никольского.
Окончил с золотой медалью в 1872 году 3-ю Санкт-Петербургскую гимназию, а в 1876 году — историко-филологический факультет Санкт-Петербургского университета, где занимался у профессоров В. И. Ламанского и И. И. Срезневского; получил степень кандидата и золотую медаль за работу «Критический разбор свидетельств Константина Порфирородного о южных славянах». По окончании курса был оставлен для подготовки к профессорскому званию.
В 1880—1882 годах читал лекции по истории славян на Высших женских курсах, а в 1881 году защитил магистерскую диссертацию «Южные славяне и Византия во второй четверти XIV века» и в феврале 1882 года был избран доцентом по кафедре славянской филологии в Университет Святого Владимира в Киеве. В летние месяцы 1882 и 1883 годов посещал с научной целью южную и северную Болгарию, Сербию, Хорватию, Моравию, северо-западную Венгрию и Галицию. С января 1884 года преподавал историю славянских литератур на Киевских высших женских курсах.
В 1888 году защитил докторскую диссертацию «Памятники законодательной деятельности Душана, царя сербов и греков» и был назначен ординарным профессором и деканом историко-филологического факультета (1890—1905). В 1906—1907 — директор Киевского частного женского коммерческого училища. В 1909 — председательствующий в Киевском временном комитете по делам печати, киевский цензор по иностранной цензуре, в 1910—1917 — председатель профессорского дисциплинарного суда при Университете Св. Владимира. В 1916—1917 гг. — военный цензор.
Признан мировым научным сообществом за свои выдающиеся научные заслуги, состоял членом Киевского общества Нестора Летописца (с 1882), членом-корреспондентом Югославянской Академии наук в Загребе (с 1890), Королевского Чешского общества наук в Праге (с 1891), Сербской королевской Академии (с 1897), членом Чешской Академии императора Иосифа (1898), Русского Археологического института в Константинополе (с 1895), Московского Императорского археологического общества (с 1896), Славянского вспомогательного общества в Москве (1903), Церковно-исторического и археологического общества при Киевской духовной академии (1904), почетным членом Славянского благотворительного общества в Болгарии (1904), лауреатом премий митрополита Макария (1889) и имени М. В. Ломоносова ИАН (1897).
Флоринский активно участвовал в общественно-политической жизни — состоял товарищем председателя в Киевском славянском благотворительном обществе, редактировал журнал «Славянский ежегодник», выступал с докладами и речами по славянским вопросам. Т. Д. Флоринский был русским патриотом, участвовал в патриотическом и монархическом движении на Украине.
В честь Флоринского издан «Изборник Киевский: Тимофею Дмитриевичу Флоринскому посвящают друзья и ученики» (К., 1904).
Он являлся одним из инициаторов создания и почётным членом Киевского клуба русских националистов, выступал против раскола русского народа, боролся с украинским сепаратизмом.
Особый интерес в этом отношении представляет его сочинение, вызвавшее большой общественный резонанс, «Малорусский язык и „украінсько-руський“ литературный сепаратизм» (1900). Эта небольшая работа до сих пор не утратила научной актуальности.
В своих мемуарах В. В. Зеньковский писал:

Припомним, однако, ту жестокую борьбу, которую вёл покойный проф. Т. Д. Флоринский (мой коллега в Киевском университете) за то, чтобы признать украинский язык не особым языком, а особым „наречием“, что филологически, конечно, стоит рангом ниже. Надо признать, что с строго научной точки зрения вопрос, является ли „украинска мова“ языком или наречием, может быть решён и в одну, и в другую сторону: помимо самой условности терминологии и за одно, и за другое решение есть солидные объективные аргументы. Но из филологической сферы этот спор — ещё до революции [в 1900-х гг.] — был перенесён в область политики: защитники учения о „наречии“ стояли за неотделимость Украины от России не только в политической, но и культурной сфере, отвергали самый термин „Украина“, „украинский“ — заменяя его „Малороссия“, „малорусский“. Официальная точка зрения на „малорусский“ вопрос опиралась на всю эту аргументацию Флоринского и его сподвижников, проводя, по существу, начала русификации. Только, если Флоринский и его группа оправдывали всю систему цензурных насилий, которыми пользовалась тогда власть в Юго-Западном крае, то были и такие „антиукраинцы“ (напр. П. Б. Струве, проф. Леон. Н. Яснопольский), которые не мирились с этой системой цензурных насилий как по общим основаниям либерализма, так особенно потому, что эти насилия лишь усиливали, как всегда, украинское движение, облекая его венцом мученичества. Общая позиция заключалась здесь в тайном или прикрытом отвержении самого понятия „украинской культуры“, дозволительными формами считалась лишь песня, художественный узор да ещё кулинария.
С Флоринским полемизировали В. Б. Антонович, С. Томашевский, К. Михальчук, В. П. Науменко (напр.: Науменко В. Решен ли проф. Т. Д. Флоринским вопрос о книжной малорусской речи? // Киевская старина. 1900. Т. 68, кн.1).
Флоринский был другом Ю. А. Кулаковского (сохранилась обширная переписка), Н. П. Дашкевича, А. И. Соболевского.
К 35-летию учёной деятельности Флоринского — 1 марта 1914 года — Славянское Благотворительное общество С.-Петербурга организовало юбилейный вечер. Академик А. И. Соболевский на нём отмечал, что Флоринский — «историк по призванию вначале, профессор в расцвете своей деятельности стал славяноведом по преимуществу. Чрезвычайно трудоспособный, Флоринский имел по 9 часов лекций, при этом неся обязанности декана факультета, а иногда исполняя ещё и ректорские обязанности». В. Н. Кораблев так охарактеризовал Флоринского: «Никто из учеников профессора Ламанского и сам маститый учитель не написал столько ценных работ по славянству, сколько Тимофей Дмитриевич Флоринский. Современному ученому, изучающему славянство, нельзя обойтись без Флоринского».
В 1915 году Флоринский стал товарищем председателя Благотворительного Комитета «Киев — галичанам».
Был расстрелян Киевской ЧК 2 мая 1919 года. Когда Киев был взят красными, у кого-то при обыске был найден список членов Киевского клуба русских националистов. После ухода большевиков обезображенное тело Флоринского было торжественно предано земле Аскольдовой могилы — рядом со старшим сыном Сергеем Тимофеевичем, погибшим на фронте в 1916-м. Позднее прах обоих был перенесен вдовой — В. И. Флоринской — на Лукьяновское кладбище. До наших дней могила не сохранилась.

## Семья
С 1885 года был женат на Вере Ивановне Кремковой (с начала 1920-х годов — в эмиграции). Их дети:
- Дмитрий (1889—1939), советский дипломат, заведующий протокольным отделом Наркомата иностранных дел. Расстрелян в 1939 году.
- Сергей (1891—17.05.1916) — прапорщик, погиб в Первой мировой войне
- Михаил[вд] (1895—1981), воспитанник 1-й Киевской гимназии, студент Киевского университета. В Первую мировую войну — офицер. В эмиграции в Англии, затем в США. Заслуженный профессор экономики Колумбийского университета, автор работ по истории России[3][4].
- Вера — мать художника И. В. Савицкого